# Andrew Weiner
Pour les articles homonymes, voir Weiner.
Œuvres principales
- Station Gehenna
- En approchant de la fin

Andrew Weiner, né le 17 juin 1949 à Londres (Angleterre) et mort le 3 décembre 2019 à Toronto (Canada), est un écrivain canadien de science-fiction.

## Biographie
Né à Londres en 1949, Andrew Weiner a émigré au Canada dans son enfance. Ayant débuté sous l'égide d'Harlan Ellison, l'auteur s'est spécialisé dans l'écriture de nouvelles douces-amères, revisitant des thématiques connues afin de leur donner une torsion personnelle, de tonalité humoristique et/ou mélancolique. Cet aspect extérieurement classique mais finalement hautement spéculatif, très moderne, semble typique d'une certaine science-fiction canadienne, comme chez Robert Charles Wilson ou Michael Coney.
Après un premier roman, alimentaire, Andrew Weiner a échoué à trouver un éditeur pour ses deux œuvres longues suivantes, dont, chose aussi rare que remarquable, l'édition originale fut leur traduction française. Il semble que le caractère hybride entre littérature contemporaine, roman noir et science-fiction, ainsi qu'une tendance à ne pas entrer dans le moule idéologique libéral, puisse expliquer que ces deux beaux romans n'aient pas trouvé preneur sur le sol nord-américain (seul le premier des deux trouvant, tardivement, à être enfin publié chez un petit éditeur canadien).

## Œuvres

### Romans
- (en) Station Gehenna, 1987
- En approchant de la fin, Le Bélial', no 6, 2000 ((en) Getting Near the End, Robert J. Sawyer Books, 2004), trad. Laurent Calluaud  (ISBN 2-84344-034-3)Réédition, Gallimard, coll. « Folio SF » no 106, 2002 (ISBN 2-07-041905-3)
- Boulevard des disparus, Gallimard, coll. « Folio SF » no 247, 2006 ((en) Among the Missing, 2006), trad. Thibaud Eliroff  (ISBN 2-07-030962-2)Inédit en langue originale

### Recueil de nouvelles
- (en) Distant Signals and Other Stories, 1989
- (en) This Is the Year Zero, 1998
- Envahisseurs !, Orion, 1998  (ISBN 2-84344-005-X)Réédition, Gallimard, coll. « Folio SF » no 132, 2003 (ISBN 2-07-042609-2)
- Signaux lointains, Le Bélial', 2000  (ISBN 2-84344-027-0)